# Vela nos Jogos Olímpicos de Verão de 1976 - Soling
As provas da classe Soling da vela nos Jogos Olímpicos de Verão de 1976 ocorreram entre 19 e 27 de julho daquele ano na costa de Kingston, no Lago Ontário, no Canadá. O programa compunha sete regatas. Para esta classe, houve 72 velejadores de 24 nações inscritas.

## Medalhistas
O trio dinamarquês Poul Richard Høj Jensen, Valdemar Bandolowski e Erik Hansen finalizou a competição em primeiro lugar e conquistou a medalha de ouro. A prata firmou-se com os estadunidenses John Kolius, Walter Glasgow e Richard Hoepfner. Por fim, a medalha de bronze ficou com Dieter Below, Olaf Engelhardt e Michael Zachries, da Alemanha Oriental.
|  | DEN Dinamarca                                            |  | USA Estados Unidos                          |  | GDR Alemanha Oriental                         |
|  | Poul Richard Høj Jensen Valdemar Bandolowski Erik Hansen |  | John Kolius Walter Glasgow Richard Hoepfner |  | Dieter Below Olaf Engelhardt Michael Zachries |

## Resultados
Estes foram os resultados da competição:
| Pos.              | Tripulação                                                     | Regata I | Regata I | Regata II | Regata II | Regata III | Regata III | Regata IV | Regata IV | Regata V | Regata V | Regata VI | Regata VI | Regata VII | Regata VII | Total de pontos | Total -1 |
| Pos.              | Tripulação                                                     | Pts.     | Pos.     | Pts.      | Pos.      | Pts.       | Pos.       | Pts.      | Pos.      | Pts.     | Pos.     | Pts.      | Pos.      | Pts.       | Pos.       | Total de pontos | Total -1 |
| ----------------- | -------------------------------------------------------------- | -------- | -------- | --------- | --------- | ---------- | ---------- | --------- | --------- | -------- | -------- | --------- | --------- | ---------- | ---------- | --------------- | -------- |
| Medalha de ouro   | DEN Poul Richard Høj Jensen Valdemar Bandolowski Erik Hansen   | 2        | 3.0      | 2         | 3.0       | 13         | 19.0       | 6         | 11.7      | 13       | 19.0     | 1         | 0.0       | 5          | 10.0       | 65.7            | 46.7     |
| Medalha de prata  | USA John Kolius Walter Glasgow Richard Hoepfner                | 8        | 14.0     | 3         | 5.7       | 11         | 17.0       | 2         | 3.0       | 7        | 13.0     | 6         | 11.7      | 1          | 0.0        | 64.4            | 47.4     |
| Medalha de bronze | GDR Dieter Below Olaf Engelhardt Michael Zachries              | 5        | 10.0     | 4         | 8.0       | 3          | 5.7        | 3         | 5.7       | 5        | 10.0     | 4         | 8.0       | 7          | 13.0       | 60.4            | 47.4     |
| 4                 | URS Boris Budnikov Valentin Zamotaikin Nikolai Poliakov        | 4        | 8.0      | 1         | 0.0       | 12         | 18.0       | DSQ       | 33.0      | 3        | 5.7      | 8         | 14.0      | 2          | 3.0        | 81.7            | 48.7     |
| 5                 | NED Geert Bakker Harald de Vlaming Pieter Keijzer              | 14       | 20.0     | 5         | 10.0      | 2          | 3.0        | RET       | 30.0      | 1        | 0.0      | 5         | 10.0      | 9          | 15.0       | 88.0            | 58.0     |
| 6                 | GER Willy Kuhweide Karsten Meyer Axel May                      | 11       | 17.0     | 7         | 13.0      | 4          | 8.0        | 4         | 8.0       | 11       | 17.0     | 2         | 3.0       | 6          | 11.7       | 77.7            | 60.7     |
| 7                 | FRA Patrick Haegeli Patrick Oeuvrard Bruno Trouble             | 1        | 0.0      | 13        | 19.0      | 1          | 0.0        | 5         | 10.0      | 17       | 23.0     | 11        | 17.0      | 12         | 18.0       | 87.0            | 64.0     |
| 8                 | CAN Glen Dexter Sandy MacMillan Andreas Josenhans              | 9        | 15.0     | 8         | 14.0      | 10         | 16.0       | 1         | 0.0       | 12       | 18.0     | 3         | 5.7       | 13         | 19.0       | 87.7            | 68.7     |
| 9                 | SWE Jörgen Sundelin Peter Sundelin Stefan Sundelin             | 3        | 5.7      | 14        | 20.0      | 9          | 15.0       | 8         | 14.0      | 2        | 3.0      | 12        | 18.0      | 10         | 16.0       | 91.7            | 71.7     |
| 10                | BRA Gastão D'Melo Brun Vicente D'Avila M. Brun Andreas Wengert | 17       | 23.0     | 9         | 15.0      | 6          | 11.7       | 16        | 22.0      | 4        | 8.0      | 13        | 19.0      | 3          | 5.7        | 104.4           | 81.4     |
| 11                | AUS David Forbes John Anderson Denis O'Neil                    | 19       | 25.0     | 6         | 11.7      | 14         | 20.0       | 9         | 15.0      | DSQ      | 33.0     | 7         | 13.0      | 4          | 8.0        | 125.7           | 92.7     |
| 12                | ESP Juan Costas Humberto Costas Felix Anglada                  | 10       | 16.0     | 11        | 17.0      | 8          | 14.0       | 10        | 16.0      | 16       | 22.0     | 9         | 15.0      | 11         | 17.0       | 117.0           | 95.0     |
| 13                | GBR Iain MacDonald-Smith Michael Baker-Harber Barry Dunning    | 15       | 21.0     | 16        | 22.0      | 5          | 10.0       | 13        | 19.0      | 8        | 14.0     | 10        | 16.0      | RET        | 30.0       | 132.0           | 102.0    |
| 14                | GRE George Andreadis Konstant Lymberakis George Perrakis       | 18       | 24.0     | 12        | 18.0      | 19         | 25.0       | 12        | 18.0      | 6        | 11.7     | 17        | 23.0      | 8          | 14.0       | 133.7           | 108.7    |
| 15                | ITA Fabio Albarelli G. Franco Oradini Leopoldo Dimartino       | 16       | 22.0     | 10        | 16.0      | 7          | 13.0       | 7         | 13.0      | RET      | 30.0     | 19        | 25.0      | 16         | 22.0       | 141.0           | 111.0    |
| 16                | NOR Peder Lunde Jr. Morten Rieker Kim Torkildsen               | 6        | 11.7     | 20        | 26.0      | 21         | 27.0       | 11        | 17.0      | 14       | 20.0     | 18        | 24.0      | 14         | 20.0       | 145.7           | 118.7    |
| 17                | AUT Hubert Raudaschl Walter Raudaschl Rudolf Mayr              | 13       | 19.0     | 17        | 23.0      | 15         | 21.0       | 20        | 26.0      | 9        | 15.0     | 16        | 22.0      | 17         | 23.0       | 149.0           | 123.0    |
| 18                | FIN Matti Jokinen Matti Paloheimo Reijo Laine                  | 7        | 13.0     | 19        | 25.0      | 20         | 26.0       | 17        | 23.0      | 20       | 26.0     | DSQ       | 33.0      | 15         | 21.0       | 167.0           | 134.0    |
| 19                | NZL Hugh Poole Gavin Bornholdt Chris Urry                      | 20       | 26.0     | 15        | 21.0      | 17         | 23.0       | 15        | 21.0      | 19       | 25.0     | 15        | 21.0      | 18         | 24.0       | 161.0           | 135.0    |
| 20                | ARG Pedro Ferrero Andres J. Robinson Jorge A. Rao              | 22       | 28.0     | 22        | 28.0      | 18         | 24.0       | 14        | 20.0      | 15       | 21.0     | 14        | 20.0      | 19         | 25.0       | 166.0           | 138.0    |
| 21                | BER Richard Belvin Gordon Flood Raymond Pitman                 | 12       | 18.0     | 18        | 24.0      | RET        | 30.0       | 22        | 28.0      | 10       | 16.0     | 22        | 28.0      | 21         | 27.0       | 171.0           | 141.0    |
| 22                | PUR Juan R. Torruella James H. Fairbank Lee Gentil             | 21       | 27.0     | 21        | 27.0      | 16         | 22.0       | 19        | 25.0      | 21       | 27.0     | 20        | 26.0      | 20         | 26.0       | 180.0           | 153.0    |
| 23                | MON Gérard Battaglia Jean-Pierre Borro Claude Rossi            | 23       | 29.0     | 23        | 29.0      | 23         | 29.0       | 18        | 24.0      | 18       | 24.0     | DSQ       | 33.0      | 23         | 29.0       | 197.0           | 164.0    |
| 24                | ISV Dick Johnson Tim Kelbert Doug Graham                       | 24       | 30.0     | 24        | 30.0      | 22         | 28.0       | 21        | 27.0      | 22       | 28.0     | 21        | 27.0      | 22         | 28.0       | 198.0           | 168.0    |

### Classificação diária

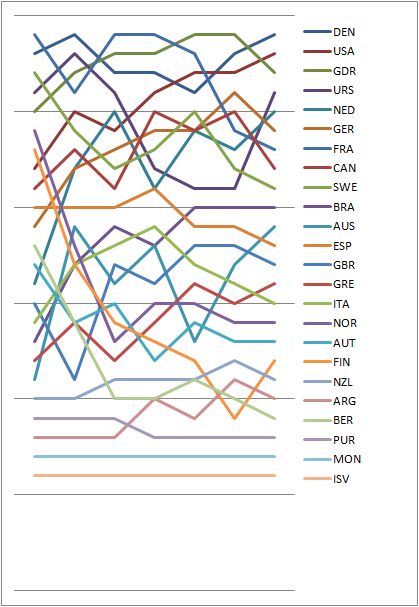
Gráfico mostrando a classificação diária na classe.